# Вальберг, Биргитта
Биргитта Вальберг (швед. Birgitta Valberg), в замужестве Ханссон (швед. Hansson; 16 декабря 1916, Стокгольм — 29 марта 2014, Лидингё) — шведская актриса, обладатель премии «Золотой жук» за главную женскую роль 1976/77 года.

## Биография
Биргитта Вальберг родилась в семье профессора Пауля Вальберга и Алин Гунбор. Училась в театральной школе Королевского драматического театра с 1940 по 1943 год. С первого года начала играть на сцене театра и оставалась в его труппе на протяжении 56 лет, с 1940 по 1996 годы. За это время она исполнила 137 ролей, играла в спектаклях режиссёров Альфа Шёберга, Улофа Муландера и Ингмара Бергмана.
Кинематографическая карьера Вальберг началась раньше: она дебютировала в 1934 году в фильме Акселя Браннерса Unga hjärtan. В 1977 году ей была присуждена Шведского института кино «Золотой жук» в номинации «Лучшая актриса в главной роли» за роль Каты Вик в фильме режиссёра Гуннель Линдблум «Райский уголок», спродюсированный Ингмаром Бергманом. Она также озвучивала ниссе-толстогузок (швед. Rumpnissarna) в фильме Таге Даниэльссона «Ронья, дочь разбойника» (1984) по повести Астрид Линдгрен. С 1943 года она также периодически играла в радиотеатре.
Вальберг скончалась 29 марта 2014 года на 98-м году жизни и была похоронена на кладбище города Лидингё.

### Личная жизнь
В 1939 году Биргитта Вальберг вышла замуж за адвоката и чиновника Ханса Ханссона (1907—1976). В браке родилось трое детей: Бодель Редин (1942—2000), Пер Ханссон (род. 1945) и Мария Бандобрански (род. 1947), которая также стала актрисой.

## Награды и премии
- 1968 — Стипендия Йёста Экмана
- 1970 — Стипендия Юджина О’Нилла
- 1977 — Премия «Золотой жук»
- 1983 — Медаль Литературы и искусств

## Избранная фильмография
- 1934 — Unga hjärtan
- 1939 — Melodin från Gamla Stan
- 1939 — Folket på Högbogården
- 1941 — I paradis …
- 1941 — Striden går vidare
- 1943 — Livet på landet
- 1948 — Hamnstad
- 1949 — Kärleken segrar
- 1950 — Mamma gör revolution
- 1951 — Frånskild
- 1953 — Kvinnohuset
- 1954 — Flottans glada gossar
- 1954 — Karin Månsdotter
- 1954 — Taxi 13
- 1955 — Farligt löfte
- 1955 — «Улыбки летней ночи»
- 1956 — Ratataa
- 1956 — Sista natten
- 1957 — Synnöve Solbakken
- 1958 — Fröken April
- 1960 — «Девичий источник»
- 1960 — Av hjärtans lust
- 1962 — Älskarinnan
- 1963 — Lyckodrömmen
- 1964 — Svenska bilder
- 1965 — För vänskaps skull
- 1966 — Prinsessan
- 1968 — «Стыд»
- 1969 — Som natt och dag
- 1970 — Storia di una donna
- 1976 — Mannen på taket
- 1977 — Paradistorg
- 1980 — Flygnivå 450
- 1984 — Ronja Rövardotter (озвучивание)
- 1989 — Peter och Petra
- 1992 — Söndagsbarn

## Телевидение
- 1955 — Hamlet
- 1961 — Han som fick leva om sitt liv
- 1961 — Mr Ernest
- 1961 — En handelsresandes död
- 1961 — Ljuva ungdomstid
- 1962 — Sex roller söka en författare
- 1968 — Rötter
- 1969 — Samtal med en död
- 1973 — Näsan
- 1973 — Pelikanen
- 1973 — En skugga
- 1979 — En handelsresandes död
- 1980 — Räkan från Maxim
- 1982 — Dubbelsvindlarna
- 1986 — Studierektorns sista strid
- 1986 — White Lady
- 1990 — Storstad
- 1990 — S*M*A*S*H
- 1993 — Polisen och domarmordet
- 1993 — Hemresa
- 1995 — Snoken
- 1996 — Idlaflickorna

## Избранные роли в театре
| Год  | Роль                       | Пьеса автор                                                   | Режиссёр           | Театр                           |
| ---- | -------------------------- | ------------------------------------------------------------- | ------------------ | ------------------------------- |
| 1938 |                            | Señora Carrars gevär Бертольд Брехт                           | Герман Грейд       | Одеонтеатерн                    |
| 1940 | Элиза Парсонс              | Tony ritar en häst Лесли Сторм                                | Гарри Рёк-Хансен   | Бланштеатерн                    |
| 1941 | Эллен                      | Det evigt manliga Джеймс Тёрбер и Эллиотт Наджент             | Стиг Торслов       | Васатеатерн                     |
| 1942 | Фанни Лиминг               | Gudarna le Арчибальд Кронин                                   | Карло Кейль-Мёллер | Королевский драматический театр |
| 1943 | Силла Тервандер, журналист | Den stora skuggan Карло Кейль-Мёллер                          | Карло Кейль-Мёллер | Королевский драматический театр |
| 1943 | Сюзетта Бурдье             | Kungen Робер де Флер, Эммануэль Арен и Гастон Арман де Кайаве | Руне Карлстен      | Королевский драматический театр |
| 1944 | Эстер                      | Innanför murarna Генри Натансен                               | Карло Кейль-Мёллер | Королевский драматический театр |
| 1945 | Henriette Löwenflycht      | Av hjärtans lust Карл Рагнар Йиров                            | Руне Карлстен      | Королевский драматический театр |
| 1948 | Сестра Тереза              | «Философский камень» Pär Lagerkvist                           | Альф Шёберг        | Королевский драматический театр |
| 1949 | Женщина                    | «Смерть коммивояжёра» Артур Миллер                            | Альф Шёберг        | Королевский драматический театр |
| 1950 | Катарина Стенбок           | «Эрик XIV» Август Стринберг                                   | Альф Шёберг        | Королевский драматический театр |
| 1951 | Элин                       | Det lyser i kåken Бьёрн-Эрик Хёйер                            | Ингмар Бергман     | Королевский драматический театр |
| 1951 | Рут                        | Simon trollkarlen Торе Сеттерхольм                            | Арне Рагнеборн     | Королевский драматический театр |
| 1952 | Любовица                   | Furierna Энрике Суарес де Деса                                | Арне Рагнеборн     | Королевский драматический театр |
| 1964 | Первая fältkonkubinen      | Tre knivar från Wei Гарри Мартинсон                           | Ингмар Бергман     | Королевский драматический театр |
| 1996 | Деллен Хёкентерна          | Fint folk Кент Андерссон                                      | Томми Берггрен     | Королевский драматический театр |

## Радиотеатр
| Год  | Роль                          | Пьеса автор                     | Режиссёр        |
| ---- | ----------------------------- | ------------------------------- | --------------- |
| 1947 | Мисс Робертс, гувернантка     | Mollusken Хьюберт Генри Дейвис  | Гуннар Скоглунд |
| 1953 | Жена                          | «Мидсоммар» Август Стриндберг   | Палле Бруниус   |
| 1954 | Хелена Андерссон, учительница | Vår ofödde son Вильгельм Муберг | Мими Поллак     |